# فصل ۱۱، عنوان ۱۱، کد ایالات متحده
فصل ۱۱ قانون ورشکستگی ایالات متحده (به انگلیسی: Chapter 11 of the United States Bankruptcy Code) (عنوان ۱۱ کد ایالات متحده آمریکا) اجازه می‌دهد که سازمان‌های ورشکسته، تحت قوانین ایالات متحده مجدد سازماندهی شوند. این اجازه که به عنوان «ورشکستگی فصل ۱۱» شناخته می‌شود، برای هر کسب و کاری اعم از کورپوریشن، شراکت، مؤسسه انفرادی و افراد در دسترس است اما معمولاً کورپوریشن‌ها بیشتر از این قانون استفاده می‌کنند. در مقابل، فصل ۷ روند ورشکستگی را کنترل می‌کند ولی ممکن است انحلال شرکت تحت فصل ۱۱ نیز رخ دهد. از آن طرف فصل ۱۳ اجازه سازماندهی مجدد برای افراد خصوصی که ورشکست شدند را ارائه می‌کند.